# J. G. Anschütz
La J. G. Anschütz GmbH & Co. KG è un'azienda tedesca produttrice di armi da caccia e sportive, con sede a Ulma.

## Le origini
Julius Gottfried Anschütz, figlio di un armaiolo dell'ex Wehlenzentrum Mehlis (odierna Zella-Mehlis), fondò nel 1856 la fabbrica di armi J. G. Anschütz, una società specializzata nella produzione di pistole portatili e delle loro eventuali riparazioni. Nel 1896, l'azienda, con più di 70 dipendenti, si trasferì in una nuova e separata fabbrica a Mehlis, insieme ad altri produttori di armi, come Carl Walther, Friedrich Langenhahn e Herrmann Weihrauch. Dopo la morte di Julius Gottfried, i figli Fritz e Otto Anschütz ereditarono la società e la ampliarono nei decenni successivi.
All'inizio della Guerra, nel 1914, oltre 200 persone lavoravano nella fabbrica. Dopo la morte dei due fratelli, la fabbrica passò ai figli di Fritz, Max e Rudolf, e, in quel periodo, nell'azienda di famiglia lavoravano circa 580 dipendenti. Il 22 aprile 1930 il figlio di Max, Dieter Anschütz, avrebbe dovuto ereditare la fabbrica, ma, durante la seconda guerra mondiale, l'azienda operò esclusivamente con la produzione di armamenti per l'imminente guerra, anche con l'uso di lavoratori forzati. A causa della smilitarizzazione alla fine della guerra, l'azienda fu espropriata alla famiglia.
Dopo la Seconda guerra mondiale, la famiglia ricostruì la fabbrica a Ulma nel 1950, la quale si specializzò anche in armi aeree, e nel 1954 progettò il Match-54 KK. Alle Giochi della XVII Olimpiade del 1960, vi erano il 50% degli sparatutto KK della produttrice, che vinse 4 medaglie. Nel 1966, Gerd Kümmet divenne il primo campione del mondo di fucile ad aria compressa, grazie a un Anschütz LG 220 modificato. L'azienda, è poi passata infine al figlio di Max, Dieter, nel 1968. Verso la fine degli anni '70, Dieter presentò un nuovo fucile a canna piccola. I biathlon, infatti, utilizzavano ancora fucili di grosso calibro e la nuova arma della fabbrica, era leggera, facile da usare e veloce. Nel 1984, Peter Fortner sviluppò la serratura a serraggio diretto Fortner, sviluppata in collaborazione con Anschütz.
Nel 2001, il 51% della Steyr-Sportwaffen GmbH è stata esternalizzata da Steyr-Mannlicher, mentre nel 2008, Jochen Anschütz ha assunto la direzione dell'azienda, sita ad Ulma e nella quale lavorano 107 dipendenti.